# Groupe Casino
Casino Guichard-Perrachon S.A. eller Groupe Casino er en fransk multinational detailhandelskoncern. Den blev etableret 2. august 1898 af Geoffroy Guichard under navnet Guichard-Perrachon & Co. Virksomheden driver en række forskellige detailhandelsvirksomheder og står stærk indenfor dagligvarehandel. Koncernen har over 226.000 ansatte, hvoraf 75.000 er ansat i Frankrig.